# Ngô Peru

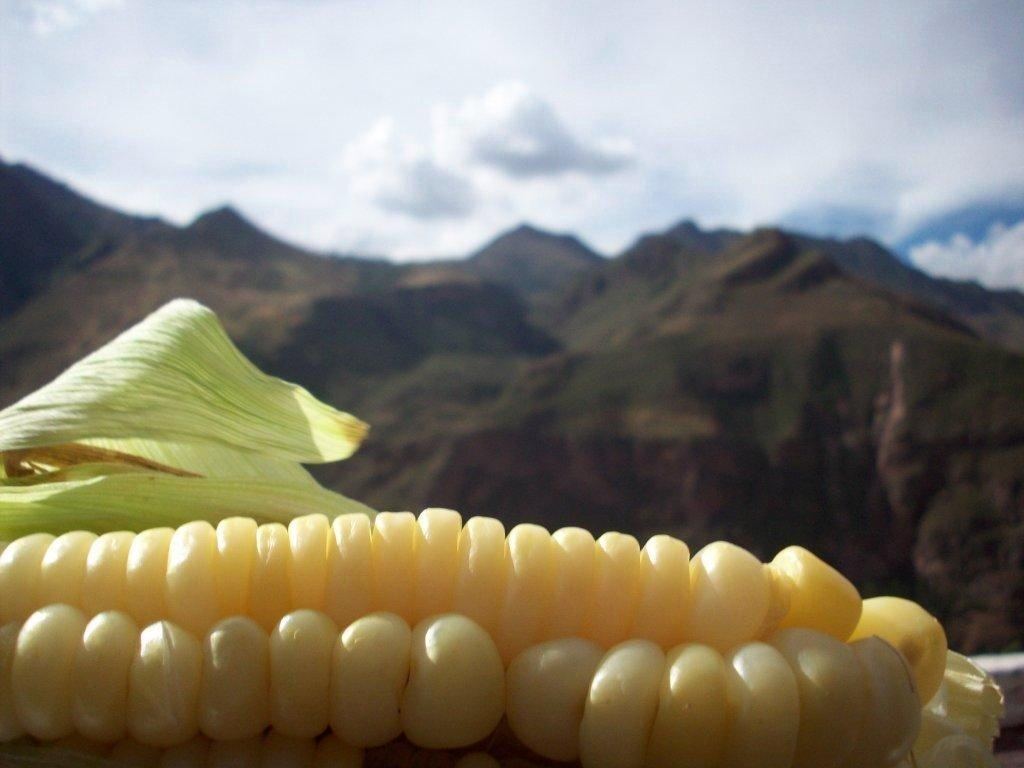
Ngô Peru, được gọi là choclo trong tiếng Tây Ban Nha

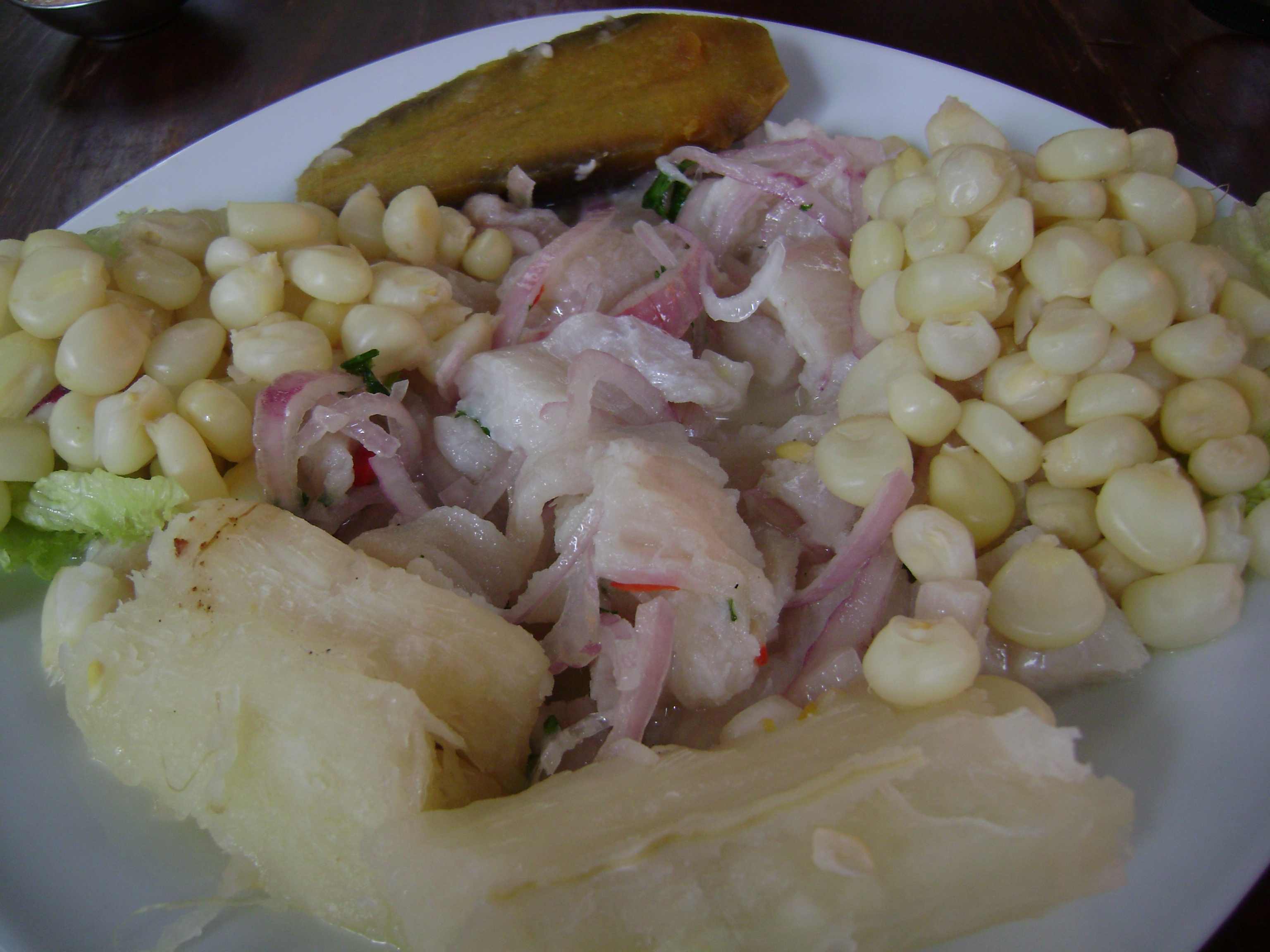
Ceviche lenguado (Sole) với choclo luộc

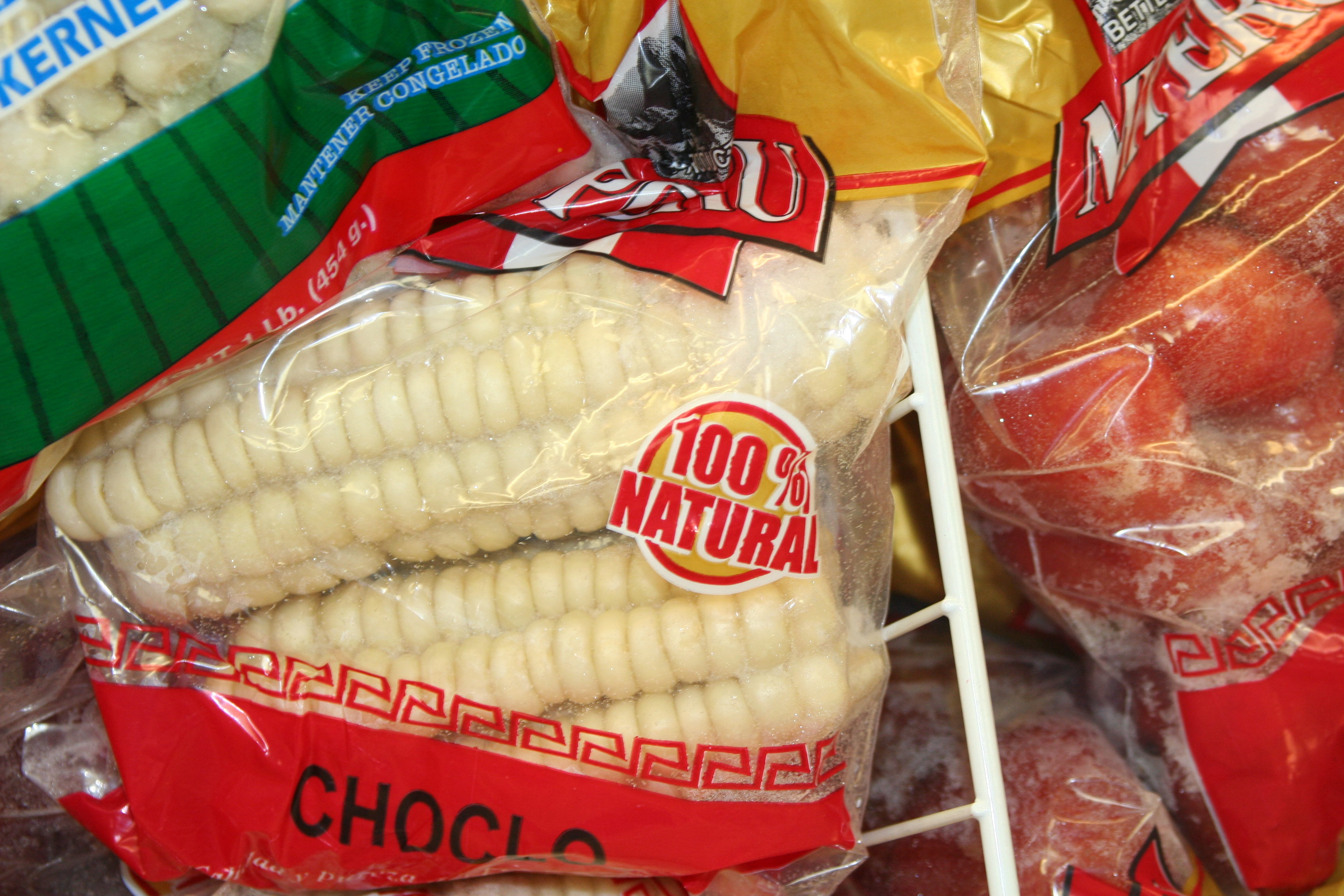
Choclo Peru

Choclo, còn được gọi là ngô Peru hoặc ngô Cuzco (theo tên của thành phố thủ đô của đế chế Inca), là một loại ngô đồng có hạt lớn từ Andes. Nó được tiêu thụ ở một số vùng của Trung Mỹ và Nam Mỹ, đặc biệt là ở Ecuador, Peru, Bolivia và Colombia. Là một loại ngô đồng, nó thường không được coi là phù hợ với xã hội công nghiệp hóa như mong muốn đối với thực phẩm của con người mà không cần sơ chế thương mại. Khi so sánh với ngô ngọt, hạt to hơn và dai hơn và có kết cấu tinh bột, nặng, thay vì vị ngọt. Hương vị và ngoại hình có phần giống với hominy.
Choclo được sử dụng trong việc tạo ra các món ăn như humitas ở Bolivia, choclo arepas ở Colombia và cho pastel de choclo. Ngô Peru thường có màu trắng.
Từ choclo bắt nguồn từ Quechua choccllo và từ đó đã được sử dụng rộng hơn trong ngôn ngữ Tây Ban Nha, thường được sử dụng để nói về lõi ngô nói chung.

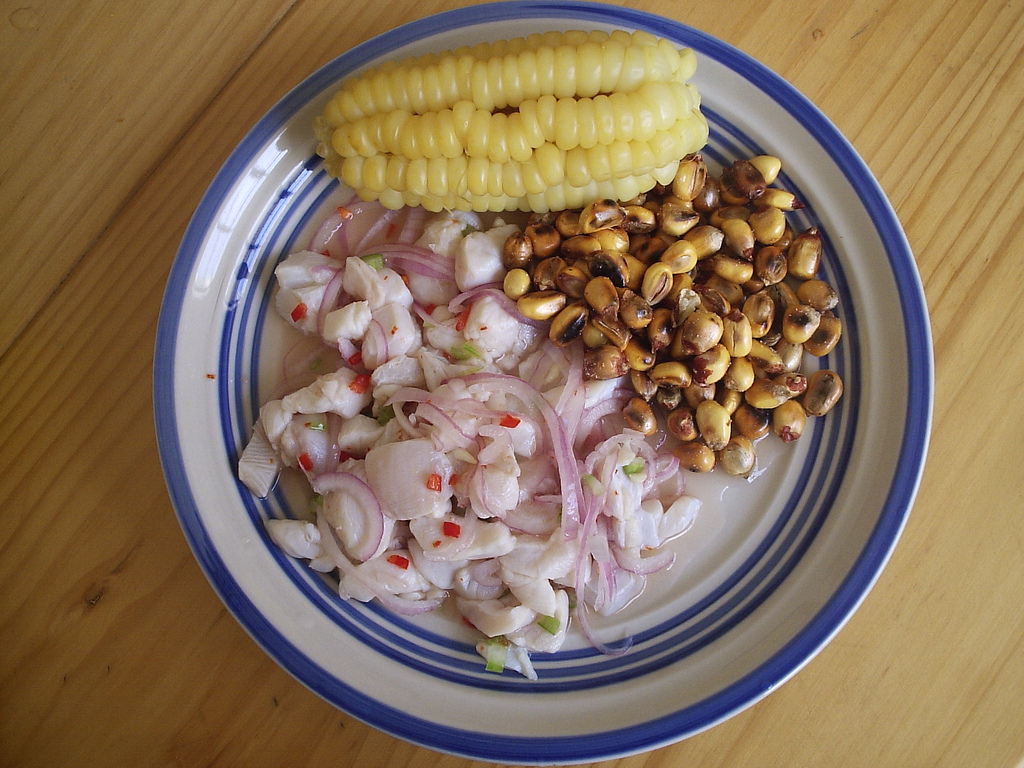
"Toyo" (cá mập) ceviche từ Peru với choclo và cancha

Ở Peru, choclo thường được dùng làm món ăn kèm cho các món ăn như ceviche, và dạng nướng, muối, tương tự như hạt ngô, thường được cung cấp miễn phí cho khách hàng quen của nhà hàng khi đến. Tai đầy đủ choclo cũng là một món ăn đường phố phổ biến ở Peru và các quốc gia Andean khác, thường được phục vụ với một lát phô mai như choclo con queso.
Trong khi hương vị rất khác nhau, thực phẩm ăn bằng tay như choclo con queso phản ánh sự phổ biến của ngô nguyên lõi như một món ăn vặt đường phố tiện lợi ở Mỹ Latinh. Xem thêm elote Mexico.
Choclo cũng có thể đề cập đến một loại ngô phổ biến ở Argentina.